# نيكول مان
نيكول مان (بالإنجليزية: Nicole Aunapu Mann )‏ (و. 1977  م) هي ضابطة، ورائدة فضاء أمريكية، ولدت في بيتالوما، وتحمل رتبة عسكرية مقدم.

## التعليم
تعلمت في جامعة ستانفورد، وكلية الطيارين الاختباريين البحرية الأمريكية ‏.

## الخدمة العسكرية
خدمت في قوات مشاة بحرية الولايات المتحدة.

## جوائز
حصلت على جوائز منها:
- نوط الجو
- ميدالية حملة العراق
- وسام الخدمة في الحرب العالمية على الإرهاب [الإنجليزية]‏.